# Analophus niger
Analophus niger är en skalbaggsart som beskrevs av Charles Joseph Gahan 1894. Analophus niger ingår i släktet Analophus och familjen långhorningar.
Artens utbredningsområde är Irian Jaya. Inga underarter finns listade i Catalogue of Life.